# Shashanka Ghosh
Shashanka Ghosh est un réalisateur indien.

## Filmographie partielle
- 2009 : Quick Gun Murugun: Misadventures of an Indian Cowboy
- 2014 : Khoobsurat
- 2018 : Veere Di Wedding
- 2019 : House Arrest